# Archie Shepp
Archie Shepp, né le 24 mai 1937 à Fort Lauderdale en Floride, est un saxophoniste de jazz américain. Il joue principalement du saxophone ténor mais aussi du saxophone soprano, de la clarinette et du piano ; il est également chanteur, compositeur de jazz et dramaturge. Il est aussi connu pour ses prises de position afrocentriques dans les années 1960, dénonçant les injustices subies par les Afro-Américains, au sein du New York Contemporary Five ainsi que par des collaborations diverses avec Horace Parlan, et ses contemporains du New Thing at Newport, principalement Cecil Taylor et John Coltrane. Il est une des figures musicales du Black Arts Movement.

## Biographie
Archie Shepp, naît le 24 mai 1937 à Fort Lauderdale, en Floride aux États-Unis, il grandit à Philadelphie (Pennsylvanie) où il étudie le piano, la clarinette et le saxophone alto avant de se diriger vers le saxophone ténor et il joue régulièrement du saxophone soprano. Il sort diplômé d'art dramatique du Goddard College en 1959 mais s'oriente ensuite vers la musique.

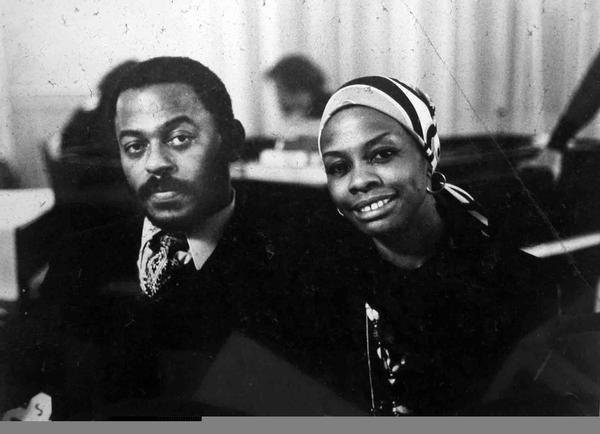
Archie Shepp avec la chanteuse Shirley Bunnie Foy, voix de l'album A Sea of Faces.

Archie Shepp se produit à la fin des années 1950 à Paris, notamment au célèbre club de jazz Le Chat qui pêche. En 1969, il donne plusieurs concerts à Bruxelles, au Théâtre de Poche.
À ses débuts en 1960, il est, avec Cecil Taylor, l'un des fondateurs du free jazz avec des disques révoltés (Fire Music, Mama Too Tight). Il dirige ensuite l'Attica Blues, big band au début des années 1970, empreint de soul et de blues, styles qui influenceront toute son œuvre jusqu'à aujourd'hui.
Il enregistre avec Cecil Taylor (Shepp apparaît sur Air, The World Of Cecil Taylor et Cell Walk For Celeste, trois albums significatifs de Taylor), John Coltrane, John Tchicai, Chico Hamilton, Sunny Murray, Philly Joe Jones, Mal Waldron, Max Roach, Chet Baker, Ron Carter, Don Cherry, Paul Bley, Lester Bowie, Anthony Braxton, Richard Davis, Wayne Dockery, Jimmy Garrison, Michel Marre, Roy Haynes, Billy Higgins, Freddie Hubbard, Elvin Jones, Bobby Hutcherson, Steve Lacy, Abbey Lincoln, McCoy Tyner, Cedar Walton, Ted Curson, Frank Zappa, Mina Agossi, Dave Burell, Horace Parlan, Jimmy Lyons, Jeanne Lee, Bill Dixon, Reggie Workman, Charles Pasi et Tchangodei.
À partir de la fin des années 1960, il se tourne aussi vers l'enseignement, d'abord à l'université d'État de New York puis dans les années 1970 jusqu'au début des années 2000, il enseigne l'histoire de la musique à l'université du Massachusetts, située sur le campus d'Amherst,.
Depuis quelques années, Archie Shepp donne de nombreux concerts dans le monde entier avec son quartet composé de Wayne Dockery à la basse, Tom McClung au piano et Steve McCraven à la batterie.

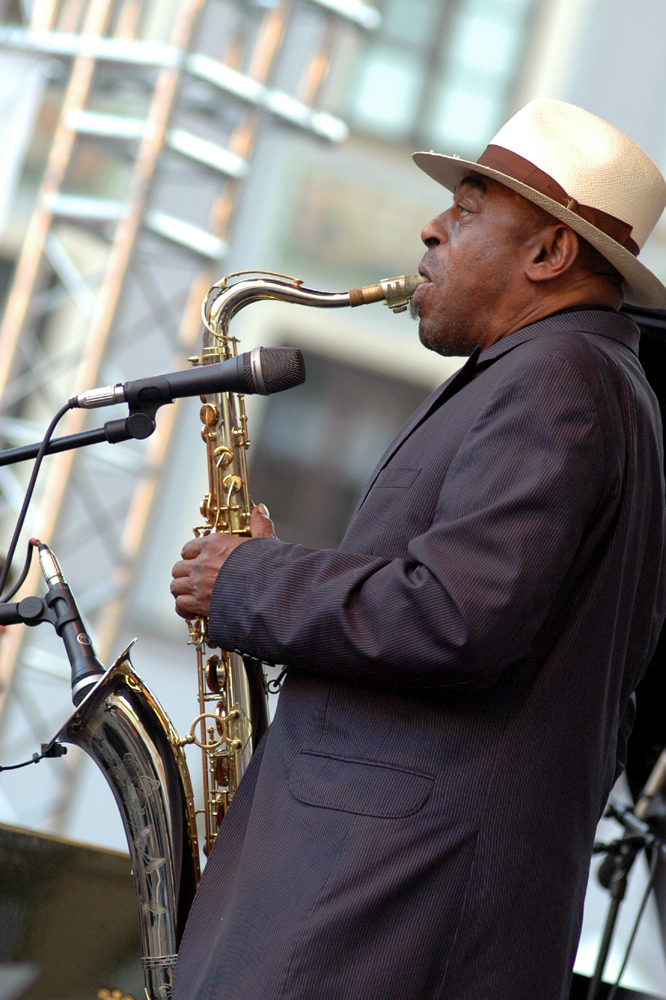
Archie Shepp lors d'un concert à Varsovie (été 2008).

En 2001, il apparaît sur le titre qui clôt l'album de Brigitte Fontaine, Kékéland. En 2006, Archie Shepp apparaît sur deux morceaux de Identité en crescendo, le second album de Rocé, chanteur de rap français amoureux du free jazz. Durant cette période il invitera régulièrement la chanteuse Mina Agossi sur des reprises de Thelonious Monk (comme Ruby My Dear). En novembre 2007, au New Morning, Archie Shepp fait une nouvelle expérience avec Raghunath Manet, joueur de vinâ (musique indienne) et chorégraphe de Bharata Natyam (danse indienne). Le 29 novembre 2007, il joue au Triptyque à Paris, dans le cadre de sa collaboration pour le film 24 Mesures, premier long-métrage de Jalil Lespert, avec Benoît Magimel.
Après avoir été accueilli à la Fondation Cartier pour l'art contemporain en avril 2006, au cours du cycle thématique « Nuits noires » des Soirées nomades, Archie Shepp revient sur scène pour fêter ses 70 ans en mai 2007, lors d'un spectacle intitulé Born Free, axé autour de la musique africaine-américaine et incluant la présence d'invités comme Mina Agossi,Rocé ou Cheick Tidiane Seck. Cette formation continue toujours de tourner sous le nom de Born Free, même si quelques musiciens ont changé.
En septembre 2009, il publie dans la revue artistique L'Écho d'Orphée, un poème inédit écrit en 1966 à San Francisco Revolution (to Mama Rose dans son cercueil). En 2009, il reçoit le grade de docteur honoris causa de l'université de Liège. En 2011, il joue deux titres sur l'album Uncaged de Charles Pasi. Le 23 octobre 2014, il reçoit le titre honorifique de « docteur honoris causa » par l'Université Paris VIII.
Archie Shepp est président d'honneur du festival Jazz à Porquerolles.
En 2013, il est l'invité du projet Shakespeare songs de Guillaume de Chassy et Christophe Marguet.
En 2016, il collabore avec le rappeur français Nekfeu. Lors de la sortie de l'album Cyborg de ce dernier, son public a pu découvrir sa participation sur deux morceaux, O.D en featuring avec le mancunien Murkage Dave, ainsi que Vinyle avec le rappeur parisien Alpha Wann. Cette même année Archie Shepp est l'invité du projet United Diktaturs of Europe d'Anarchist Republic Of Bzzz aux côtés de Arto Lindsay, Seb el Zin, Mike Ladd, Juice Aleem, Luc Ex, Rojda Senses (Rojda Aykoç), Timba Harris, Mehmet Boyaci, eRikM, Murat Ertel, Onur Secki et Ismail Altunbas.
En 2021 paraît Let My People Go en duo avec le pianiste Jason Moran. L'album est enregistré lors de deux concerts, à Jazz à la Villette en septembre 2017 et à Mannheim en novembre 2018. Le répertoire, probablement en hommage au mouvement Black Lives Matter, est constitué de standards et de spirituals, comme Sometimes I Feel Like a Motherless Child, sur lequel Archie Shepp chante. L'album est largement salué par la critique,,.
En avril 2021 il apporte son soutien au festival Jazz in Noyon qui « met à l'honneur la scène jazz française à travers ses jeunes talents et ses artistes confirmés ».

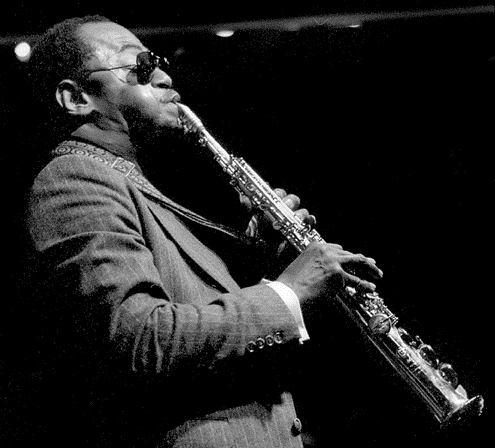
Archie Shepp en concert à Keystone Korner, San Francisco, 1982.

## Discographie sélective
- 1962 : Archie Shepp - Bill Dixon Quartet (Savoy)
- 1963 : The House I Live In (Steeplechase Records)
- 1964 : Four for Trane (Impulse!)
- 1965 : Fire Music (Impulse!)
- 1965 : New Thing at Newport (Impulse!), avec John Coltrane
- 1965 : On This Night (Impulse!)
- 1966 : Mama Too Tight (Impulse!)
- 1966 : Three for a Quarter, One for a Dime (Impulse!)
- 1967 : The Magic of Ju-Ju (Impulse!)
- 1967 : Live at the Donaueschingen Music Festival (BASF)
- 1968 : The Way Ahead (Impulse!)
- 1969 : Blasé (BYG-Actuel)
- 1969 : Live at the Pan African Festival (BYG-Actuel)
- 1969 : Yasmina, a Black Woman (BYG-Actuel)
- 1969 : Poem for Malcolm (BYG-Actuel)
- 1969 : Black Gipsy (America)
- 1970 : Pitchin Can (America)
- 1970 : Doodlin' (Inner City)
- 1970 : Archie Shepp & Philly Joe Jones (America)
- 1971 : Things Have Got to Change (Impulse!)
- 1972 : Archie Shepp and the Full Moon Ensemble (BYG-Actuel)
- 1972 : Coral Rock (America)
- 1972 : Attica Blues (Impulse!)
- 1972 : The Cry of My People (Impulse!)
- 1972 : Coral Rock (Impulse!)
- 1975 : There's a Trumpet in My Soul (Freedom)
- 1975 : Montreux One et Montreux Two (Freedom)
- 1975 : Body and Soul (Horo)
- 1975 : Jazz a Confronto 27 (Horo)
- 1975 : Mariamar (Horo)
- 1975 : A Sea of Faces (Black Saint), avec Bunny Foy
- 1975 : Bijou (Musica Records)
- 1975 : U-Jaama (Unite) (Uniteledis)
- 1976 : Hi-Fly (Compendium Records), avec Karin Krog
- 1976 : Force: Sweet Mao - Suid Africa '76 (Uniteledis), avec Max Roach
- 1976 : Goin' Home (Steeplechase)
- 1977 : Parisian Concert, vol. 1 (Impro 01) (Futura Marge)
- 1977 : Parisian Concert, vol. 2 (Impro 03) (Futura Marge)
- 1979 : Live at the Totem, vol. 1 (Marge 08) (Futura Marge)
- 1979 : Live at the Totem, vol. 2 (Marge 16) (Futura Marge)
- 1979 : Invitation avec Siegfried Kessler trio (Impro 04) (Futura Marge)
- 1979 : Bird Fire: A Tribute To Charlie Parker (Impro 05) /
- 1979 : Attica Blues big band Live at the Palais des Glaces in Paris (Blue Marge 1001) (Futura Marge)
- 1980 : Painted Lady, avec Abbey Lincoln (Blue Marge 1003) (Futura Marge)
- 1980 : Looking at Bird (Steeplechase)
- 1981 : Passport To Paradise: Archie Shepp plays Sidney Bechet (Impro 06) (Futura Marge)
- 1982 : Mama Rose (West Wind)
- 1985 : Eagle's Flight (Volcanic Rec.), avec Tchangodei
- 1985 : Passion (52e Rue Est)
- 1985 :  Three For Freedom  (Volcanic Record), avec Tchangodei et Mal Waldron
- 1985 : Live on Broadway: California Meeting (Soul Note), avec Georges Cables
- 1986 : Ginseng (Volcanic Record), avec Tchangodei
- 1996 : True Ballads (Venus Records)
- 2000 : Live in New York (Verve), avec Roswell Rudd
- 2002 : Left Alone Revisited (Enja), avec Mal Waldron
- 2003 : Left Alone Revisited (Archie Ball), avec Siegfried Kessler
- 2005 : Kindred Spirits Vol. 1 (Archie Ball), avec Dar Gnawa
- 2007 : Gemini (Archie Ball)
- 2009 : Phat Jam in Milano (Dawn of Freedom)
- 2011 : Wo!man (ArchieBall), avec Joachim Kühn
- 2012 : I Hear The Sound (Archieball), avec l'Attica Blues Orchestra : Ambrose Akinmusire, Amina Claudine Myers, Don Moye, Cécile McLorin Salvant, François Théberge
- 2016 : United Diktaturs of Europe avec Anarchist Republic Of Bzzz (Atypeek Music / Bzzz Records), avec Arto Lindsay
- 2021 : Let My People Go (Archie Ball), avec Jason Moran

## Filmographie
Sauf indication contraire, les informations mentionnées dans cette section peuvent être confirmées par la base de données cinématographiques IMDb,  présente dans la section « Liens externes ».
- 1984 : Archie Shepp - Je suis jazz... c'est ma vie., de Frank Cassenti[20]
- 1994 : Just Friends : Archie Shepp y double certaines parties de saxophone
- 1997 : Sinon, oui de Claire Simon - compositeur
- 2009 : Pigalle, la nuit (série française) de Hervé Hadmar